# Di Gi Charat Fantasy
Di Gi Charat Fantasy (デ・ジ･キャラット ファンタジー?, De Ji Kyaratto Fantajī) è un videogioco sviluppato e pubblicato dalla Broccoli per Microsoft Windows il 22 febbraio 2001 ed in seguito anche per Dreamcast il 6 settembre dello stesso anno, esclusivamente in Giappone. Il videogioco è ispirato al popolare anime Di Gi Charat. Nel 2003 il videogioco è stato convertito per PlayStation 2 e pubblicato con il titolo Di Gi Charat Fantasy Excellent (デ・ジ･キャラット ファンタジー 優れた?, De Ji Kyaratto Fantajī Ekuserento).

## Trama
Dejiko, Puchiko e Rabi~en~Rose vengono risucchiate in un vortice spazio-temporale, che non soltanto le trasporta in una dimensione parallela fantasy ma fa anche perdere loro la memoria. Il giocatore assume il controllo di un giovane che è innamorato di Dejiko e che corre a salvarla, trovandosi ad avere a che fare con un personaggio del tutto diverso da quello che conosceva, dato che dopo aver perso la memoria Dejiko si comporta da ragazza timida ed innocente.